# انتقام دکتر مابوزه
انتقام دکتر مابوزه (اسپانیایی: La venganza del Doctor Mabuse‎) فیلمی اسپانیایی به کارگردانی خسوس فرانکو است که در سال ۱۹۷۲ منتشر شد. تصویربرداری فیلم مابین ۲۵ فوریه تا ۱۲ مارس ۱۹۷۱ انجام شد.

## گزیدهٔ بازیگران
- فرد ویلیامز[۲]
- اوا استرومبرگ[۲]
- جک تیلور[۲]
- روبرتو کاماردیل[۲]
- گوستاوو ری[۲]